# Lal Shah Bokhari
Lal Shah S. Bokhari (ur. 22 lipca 1909 w Lyallpurze, zm. 22 lipca 1959 w Kolombo) – indyjski hokeista na trawie. Złoty medalista olimpijski z Los Angeles.
Zawody w 1932 były jego jedynymi igrzyskami olimpijskimi. W turnieju wystąpił w dwóch spotkaniach.